# Zygmunt Kalinowski
Zygmunt Kalinowski (* 2. Mai 1949 in Laski) ist ein ehemaliger polnischer Fußballspieler.

## Vereinskarriere
Zygmunt Kalinowski begann seine Profikarriere 1968 beim Hauptstadt-Klub Legia Warschau, wo er jedoch nur Ersatztorhüter war und nur sehr selten zum Einsatz kam. 1971 wechselte er dann zu Śląsk Wrocław, wo er zu einem der besten Torhüter Polens wurde. Von 1979 bis 1981 und von 1982 bis 1987 spielte er auch noch für Motor Lublin in der höchsten polnischen Liga. Danach war er bei Polonia Sydney in Australien und den North York Rockets in Kanada tätig. Nach seiner Rückkehr nach Polen spielte Zygmunt Kalinowski noch für diverse unterklassige Vereine, bevor er 1996 im Alter von 47 Jahren seine aktive Karriere endgültig beendete. Danach war er Torwart-Trainer im Jugendbereich bei Wisła Krakau, Górnik Łęczna, KS Lublinianka und der polnischen Nationalmannschaft. Aktuell ist er Torwart-Trainer bei Motor Lublin.

## Nationalmannschaft
Zwischen 1973 und 1974 nahm Kalinowski an vier Länderspielen seines Landes teil. Er gehörte auch zum Kader bei der Fußball-Weltmeisterschaft 1974 in Deutschland, wo er zwar nicht zum Einsatz kam, aber mit Polen die Bronzemedaille gewann.

## Erfolge
- 1× Polnischer Meister (1977)
- 1× Polnischer Pokalsieger (1976)
- 1× WM-Teilnahme (1974 – 3. Platz)